# Noel King
Noel King, né le 13 septembre 1956 à Dublin, est un footballeur irlandais devenu entraîneur de football. Après avoir connu une très longue carrière dans plusieurs clubs irlandais, français ou nord-irlandais, King est devenu entraîneur notamment celui de l'équipe d'Irlande féminine pendant dix ans.

## Biographie

### Carrière de joueur
Noel King nait à Dublin. Il commence le football au sein d'un des grands clubs formateurs de la ville le Home Farm Football Club. À 19 ans il est remplaçant dans l'équipe première du club. C'est ainsi  qu'il participe à la conquête de la Coupe d'Irlande en 1975. Il participe la saison suivante aux deux matchs de coupe d'Europe de l'histoire du Home Farm. Il affronte pour l'occasion les Français du RC Lens.
Commence alors une carrière pleine de changements de clubs. Dundalk d'abord en 1977 ce qui lui permet de disputer une nouvelle fois la Coupe d'Europe des vainqueurs de coupe contre Hajduk Split. Puis les Shamrock Rovers où il joue une saison comme arrière droit. Il passe cette année-là ses diplômes d'entraîneur de football.
Son deuxième passage aux Shamrock Rovers dure deux saisons, de 1983 à 1985. Il est alors entraîneur-joueur sous la direction du manager Jim McLaughlin. Il conduit son équipe à deux victoires consécutives en championnat.
En 1985, Noel King tente une expérience en France. Il s'engage avec le Valenciennes Football Club où il joue dans l'équipe première et entraîne les jeunes. En novembre 1985, il quitte le nord de la France pour devenir l'entraineur-joueur du Derry City Football Club.

### Carrière d'entraîneur
Noel King a très tôt passé ses diplômes d'entraîneur. Il intègre très rapidement les encadrements et occupe régulièrement le poste d'entraîneur joueur.
Noel King est nommé manager de l'équipe de république d'Irlande féminine de football en 2000. Développant l'équipe, il échoue de peu à la qualification pour le championnat d'Europe féminin de 2009 perdant en barrages contre l'Islande. La saison suivante, alors qu'il chapeaute l'ensemble des équipes nationales féminines, l'équipe des moins de 17 ans termine à la deuxième place du Championnat d'Europe féminin 2010 et se qualifie pour la Coupe du monde de la catégorie qui se déroule à Trinité-et-Tobago. Après avoir remporté sa poule devançant à la différence de but l'équipe du Brésil elle se fait éliminer dès les quarts de finale par le Japon.
Ses succès avec les équipes féminines le font accéder aux équipes masculines. En juillet 2010, King est nommé sélectionneur de l'équipe de république d'Irlande espoirs de football. Son premier match se termine par une victoire 5-0 contre l'Estonie.
le 23 septembre 2013, Noel King est nommé sélectionneur par intérim de l'équipe de république d'Irlande de football à la suite de la démission de Giovanni Trapattoni. Il dirige l'équipe pendant deux matchs, le temps que la FAI nomme un remplaçant. La première rencontre se solde par une défaite 3-0 contre l'Allemagne, la deuxième par une victoire 3-1 sur le Kazakhstan.
A partir de 2021, Noel King prend en main le Shelbourne Ladies Football Club. Il mène son équipe vers deux titres consécutifs de championnes d'Irlande en 2021 et 2022. L'année 2022 est faste puisque le club réalise le doublé en remportant aussi la coupe d'Irlande. Fin octobre 2023, il annonce son départ du club. Il quitte les Reds sur une défaite en finale de la coupe d'Irlande 2023 et une deuxième place en championnat.

## Palmarès

### Comme joueur
Avec les Shamrock Rovers
- Championnat d'Irlande :
  - Champion : 1984-85 et 1985-86.

- Coupe d'Irlande :
  - Vainqueur : 1984-85.

avec le Dundalk FC
- Coupe de la Ligue d'Irlande :
  - Vainqueur : 1977-78.

### Comme entraîneur
Avec le Derry City FC
- Championnat d'Irlande :
  - Champion : 1986-87.

Avec le Shelbourne Ladies
- Championnat d'Irlande
  - Champion : 2021 et 2022
- Coupe d'Irlande féminine de football
  - Vainqueur en 2022

## Sources
- (en) Paul Doolan et Robert Goggins, The Hoops : A History of Shamrock Rovers, Gill & MacMillan, 1993 (ISBN 978-0717121212).